# Trapped Ion Mobility Spectrometry
Trapped Ion Mobility Spectrometry (TIMS) ist eine analytische Technik zur Trennung von Ionen. Sie basiert auf der Ionen-Mobilität in einem elektrischen Feld, während sie in einer Gasumgebung bei Atmosphärendruck oder unter Vakuumbedingungen gehalten werden. TIMS kombiniert die Prinzipien der Ionenmobilitätsspektrometrie mit einer kontrollierten Speicherung von Ionen, um deren physikalisch-chemische Eigenschaften zu charakterisieren und zu analysieren.

## Funktionsprinzip
Im TIMS-Analysator werden Ionen in einem Gasstrom (meist Stickstoff) gegen eine elektrische Potentialbarriere gehalten. Während des Analyseprozesses wird das elektrische Feld schrittweise reduziert, wodurch Ionen basierend auf ihrer Mobilität (abhängig von Größe, Ladung und Form) aus der Barriere gelöst und zur Detektion weitergeleitet werden.
Die Mobilität der Ionen wird durch die Wechselwirkung zwischen den Ionen und den neutralen Gaspartikeln bestimmt. Die TIMS-Technologie erlaubt eine hochauflösende Trennung, die weit über die konventionelle Ionenmobilitätsspektrometrie hinausgeht.

### Vorteile
- Hohe Auflösung: TIMS bietet eine exzellente Trennleistung bei der Analyse komplexer Proben.
- Kopplung mit Massenspektrometrie: Die TIMS-Technologie wird häufig mit hochauflösenden Massenspektrometern gekoppelt (z. B. TIMS-QTOF), was eine präzise Identifizierung und Quantifizierung ermöglicht.
- Geringe Probenmenge: Die Methode erfordert nur minimale Mengen an Probenmaterial.

### Limitationen
- Empfindlich gegenüber Gasdruck- und Temperaturänderungen, was eine sorgfältige Kontrolle der Bedingungen erfordert. Schwankungen des Luftdrucks können beispielsweise die Ionenmobilität und Driftzeiten beeinflussen, was die Datenkonsistenz beeinträchtigen kann.[2]

## Anwendungen
TIMS findet breite Anwendung in verschiedenen wissenschaftlichen und industriellen Bereichen, insbesondere in der Massenspektrometrie. Zu den Hauptanwendungsbereichen zählen:
- Proteomik: Charakterisierung von Proteinen und Protein-Komplexen.
- Metabolomik: Analyse von Stoffwechselprodukten in biologischen Proben.
- Lipidomik: Untersuchung von Lipiden in biologischen Systemen.
- Pharmazeutische Forschung: Identifikation und Charakterisierung von Wirkstoffen und Verunreinigungen.
- Materialwissenschaften: Untersuchung von Nanopartikeln und Polymeren.

## Geschichte
TIMS wurde erstmals in den 2010er Jahren entwickelt und patentiert, insbesondere durch Arbeiten von Wissenschaftlern bei Bruker Daltonics. Seitdem wurde die Technik kontinuierlich weiterentwickelt, insbesondere durch die Integration in Systeme wie die PASEF-Technologie (Parallel Accumulation Serial Fragmentation).